# Korikrã Gensch
Maria Gensch, de son nom xokleng Korikrã Láksi Layondesi Ungró Waimúsi, née vers 1893 et morte en 1936 à Blumenau, est une survivante du massacre de son village par des bougriers (pt). Elle est adoptée par un colon allemand en 1905, car ce dernier veut la transformer par l’éducation et l’utiliser comme un argument en faveur de la mission civilisatrice. En 1918, elle revoit brièvement sa famille qui a été reléguée dans une réserve. Elle reste au service de la famille Gensch toute sa vie.

## Biographie
Korikrã est la fille du cacique Kusúgn.
Dans les premières années du XXe siècle dans la région de Santa Catarina, des bougriers, c’est-à-dire des chasseurs d’autochtones parfois mandatés par le gouvernement colonial, massacrent des villages xokleng dans l’intention de commettre un génocide. Les milices de bugreiros de Blumenau capturent des enfants qu’ils mettent sous la garde du Colégio Sagrada Família (pt), un pensionnat catholique tenu par la Congregação da Divina Providência (pt). La plupart de ces enfants fuguent ou meurent. Après l’attaque des bougriers menés par Martin Bugreiro (pt) dans son village, Korikrã passe, elle, quelque temps réfugiée dans la forêt avec son père. Puis elle est attrapée et finit au pensionnat en 1905. Elle est alors âgée de 12 ou 13 ans. Lors d’une visite au Colégio, le médecin Hugo Gensch, né en 1861 en Allemagne, décide de l’adopter. Il y parvient grâce à son statut de notable local, et malgré sa réputation de protestant libre-penseur qui ne plaît pas aux religieuses. Le docteur Gensch souhaite faire de Korikrã une preuve que les colons peuvent « civiliser » les autochtones.
Durant la première phase de l’adoption de Korikrã, Hugo Gensch a peur d’elle, les colons estimant que les enfants autochtones seraient naturellement meurtriers. Avant d’apprendre à parler allemand, Korikrã se saisit un jour de deux couteaux dans la cuisine des Gensch pour leur mimer ses souvenirs de son enlèvement et des meurtres dont elle a été témoin. Au long de son enfance et de sa vie adulte, elle continue périodiquement à raconter ces souvenirs, de manière vivace. Hugo Gensch, qui était partisan de l’acculturation forcée des autochtones mais réprouvait les massacres commis par les bougriers, transmet ce récit de Korikrã afin de dénoncer ces exactions. Depuis qu’elle a du s’enfuir des bougriers avec son père biologique, Korikrã souffre par ailleurs d’une lésion cardiaque. Elle est aussi traumatisée psychologiquement, et se cache pendant des heures seule dans le jardin des Gensch. Elle reste souvent mutique. Un jour, en se rendant à la messe avec son chaperon, Korikrã retrouve Inesita, autre jeune Xokleng kidnappée, et elles s’embrassent et discutent en xokleng de manière joyeuse.
En grandissant, Korikrã finit par rejeter son identité xokleng et n’utilise plus que son nom de baptême, Maria Gensch. Elle apprend à lire l’allemand: son livre préféré est La Vie des animaux par A. E. Brehm. Elle parle aussi le portugais et un peu d’anglais. Elle tisse des étoffes de grande qualité et enseigne sa technique à son père adoptif. Elle se fabrique des bijoux avec toutes sortes de matériaux – bien qu’au fil du temps, elle ne veuille plus s’orner que d’un simple crucifix. En solitaire, elle chante en xokleng et danse. Son éducation sert à son père adoptif à la présenter comme une « parfaite Allemande ». Il affirme fièrement que sa fille « reconnaît l’infériorité du mode de vie de son peuple ».  L’ethnologue Alberto Vojtěch Frič décrit Korikrã comme une autochtone esclavagisée.
En 1908, le docteur Gensch publie chez une maison d’édition allemande un livre sur l’éducation de sa fille « indienne ». Il fait aussi paraitre un dictionnaire xokleng qu’il aurait tiré de la bouche de Korikrã, mais il semble que les informations soient en fait provenues em majeure partie d’une autre fille xokleng adoptée précédemment par une autre famille.
En 1918, treize ans après l’adoption de Maria, le gouverneur de Santa Catarina décide de se rendre dans la nouvelle réserve d’Ibirama pour rencontrer les autochtones qui y ont été relégués. Parmi eux se trouve le cacique Kusúgn, père biologique de Maria, ainsi que trois de ses frères et une de ses tantes maternelles. Eduardo Hoerhann (pt), l’homme chargé d’organiser la visite, et Hugo Gensch décident de les faire se retrouver. Les retrouvailles sont tenues en public devant les colons de Blumenau qui se sont aussi déplacés pour la visite de la réserve. Les Xokleng présents font des accolades à la jeune femme et retrouvent sur sa peau la marque rituelle qui est scarifiée sur chaque Xokleng. Kusúgn, le géniteur de Korikrã, réclame à celle-ci qu’elle le reconnaisse comme son père. Dans un état de grande émotion, elle rejette son lien avec les Xokleng.
La vie adulte de Maria Gensch est moins connue. Elle continue à vivre chez ses parents adoptifs et manifeste une aversion pour toutes les personnes masculines en général, qu’elle surnomme Ekelkerls (« gars dégoûtants ») . Elle meurt de tuberculose en 1936, à 42 ans environ.

## Publication
- (de) Korikrá, Hugo Gensch, « Wörterverzeichnis der Bugres von Santa Catharina. Aufgenommen aus dem Munde der Indianerin Korikrá, Tochter des von Bugre-Jägern ermordeten Häuptlings Kanyahama », Zeitschrift für Ethnologie, vol. 40,‎ 1908

### Édition critique du livre de Hugo Gensch
- (pt-BR + de) Stefan Rinke et Karina Kriegesmann, A educação de uma criança indígena (1908), de Hugo Gensch: Entre Humanitarismo e Civilização, uma edição crítica alemã-portuguesa / Die Erziehung eines Indianerkindes (1908), von Hugo Gensch: Zwischen Humanitarismus und Zivilisierung, eine deutsch-portugiesische kritische Edition, São Leopoldo, Editora Oikos Ltda, 2024 (ISBN 978-3-534-64191-8 et 978-3-534-64190-1, DOI 10.17169/refubium-44047 , lire en ligne )

### Livre d’histoire
- (pt) Luisa Tombini Wittmann, « Korikrã, a senhorita Gensch », dans O vapor e o botoque: imigrantes alemães e índios Xokleng no vale do Itajaí/SC (1850-1926), Florianópolis, Letras Contemporâneas, 2007 (ISBN 978-85-7662-031-0)
- (pt-BR) Gilberto Schmidt-Gerlach, Colônia Blumenau no Sul do Brasil, Clube De Cinema Nossa Senhora Do Desterro, février 2019 (ISBN 978-85-61906-03-0, lire en ligne)

### Presse générale
- (pt) Edison Veiga, « A história do alemão que educou indígena como « experimento » », Deutsche Welle,‎ 4 octobre 2024 (lire en ligne)

### Revues spécialisées
- (pt-BR) Silvia Maria Favero Arend, « Filiação adotiva, civilização e direitos humanos: o caso da menina indígena Korikrã (Santa Catarina/Brasil,1905-1936) », HISTÓRIA UNICAP, vol. 9, no 17,‎ 30 novembre 2022 (ISSN 2359-2370, DOI 10.25247/hu.2022.v9n17.p41-55 )